# 룩소르 신전

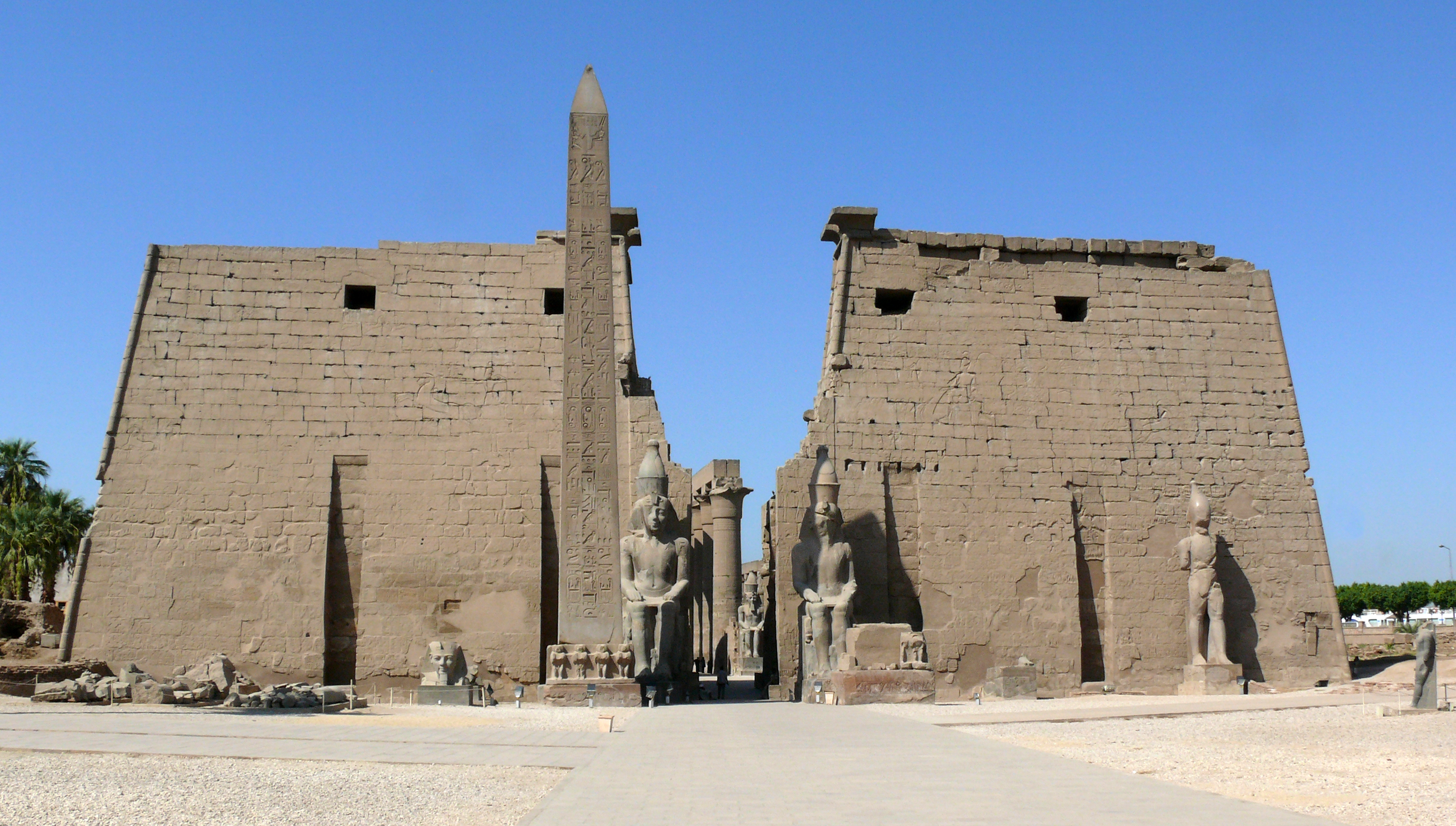

룩소르 신전(معبد الاقصر, 영어: Luxor Temple)은 오늘날 룩소르로 알려진 도시의 나일강 동쪽 둑에 위치한 대형 고대 이집트 신전이다. 대략 기원전 1400년경에 건립되었다.
제18왕조의 아멘호테프 3세가 건립하고 제19왕조의 람세스 2세가 중축하였다. 꽃이 피어 있는 파피루스와 피지 않은 파피루스 기둥이 특이하다. 높이 16m의 원주열은 주랑 측벽에 투탕카멘 왕이 오페드 축제 내용을 새긴 얕은 부조와 함께 신전 중에서 가장 뛰어난 부분이다. 대탑문, 람세스 2세의 뜰, 제2탑문, 열주실 등으로 이어져 있다.

## 이미지 갤러리

룩소르 신전 - Luxor Temple
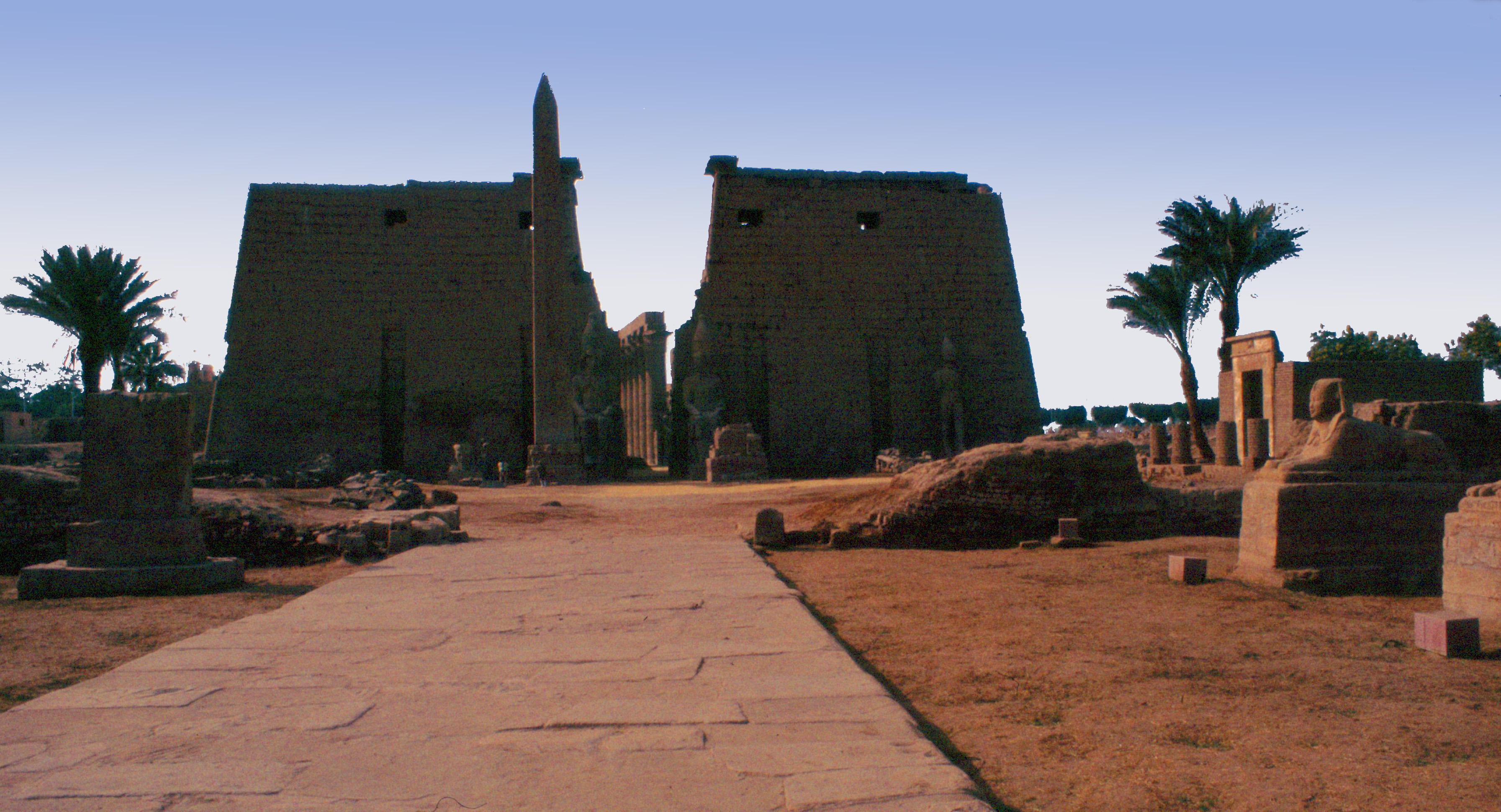
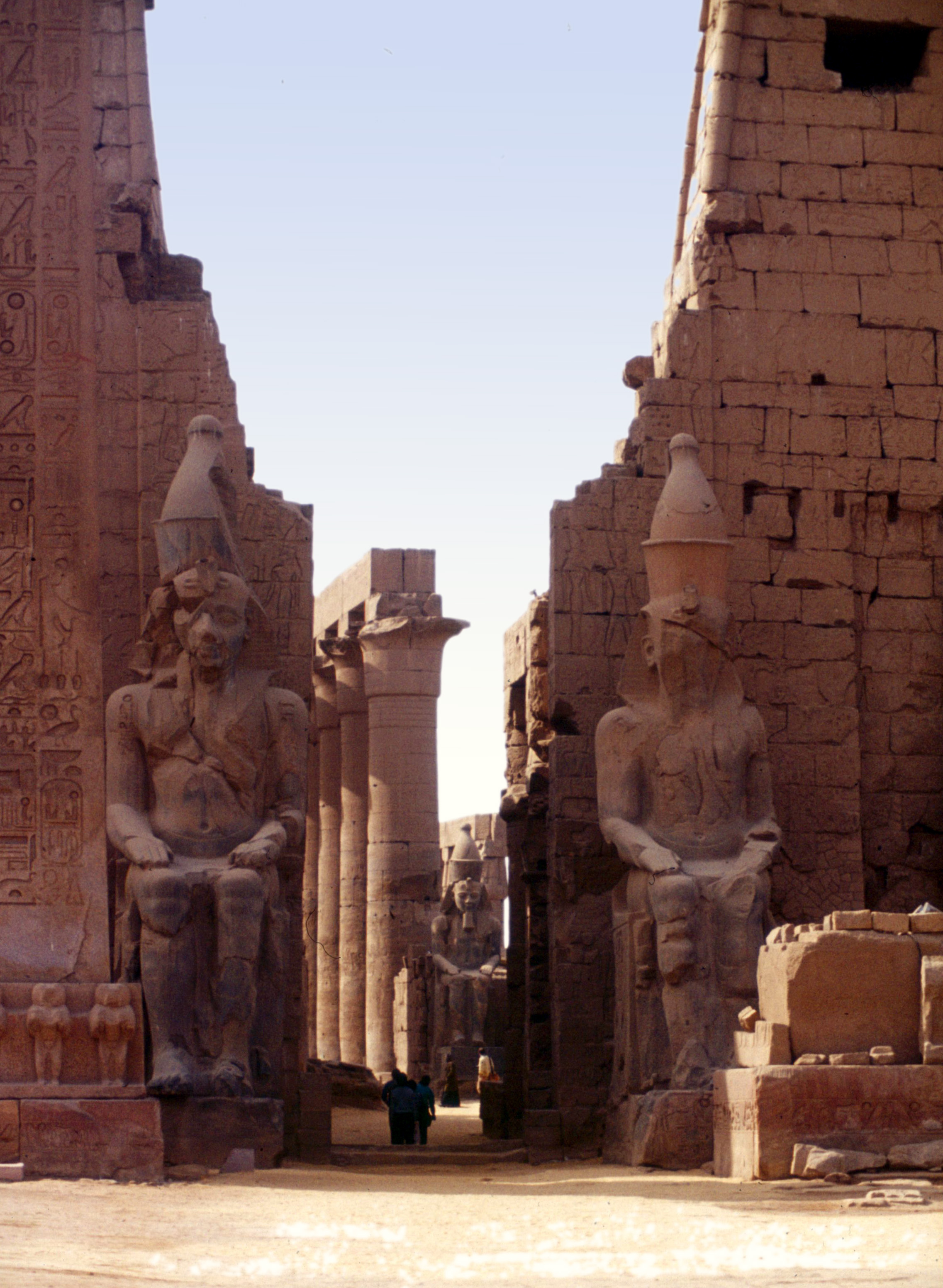
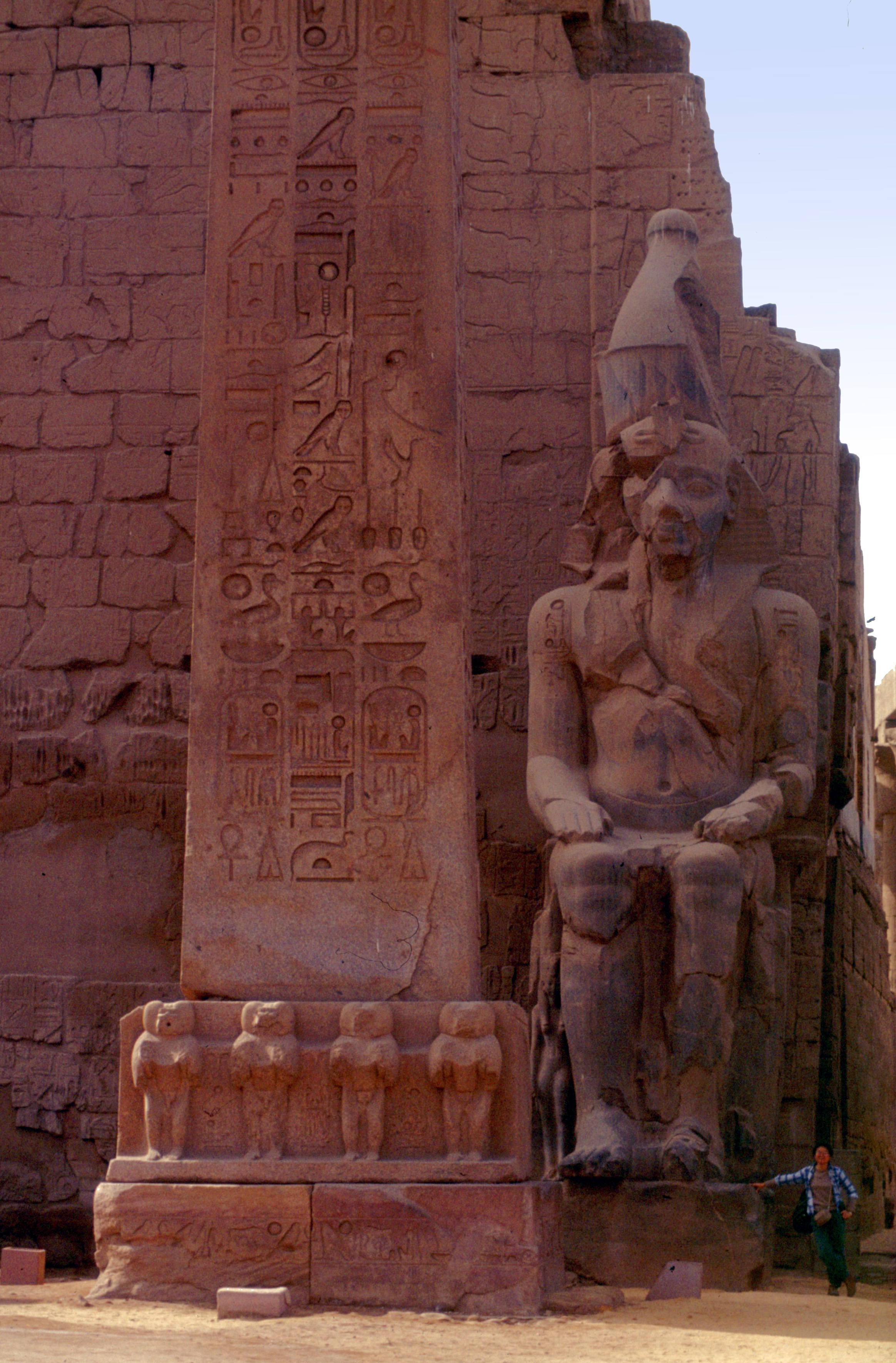
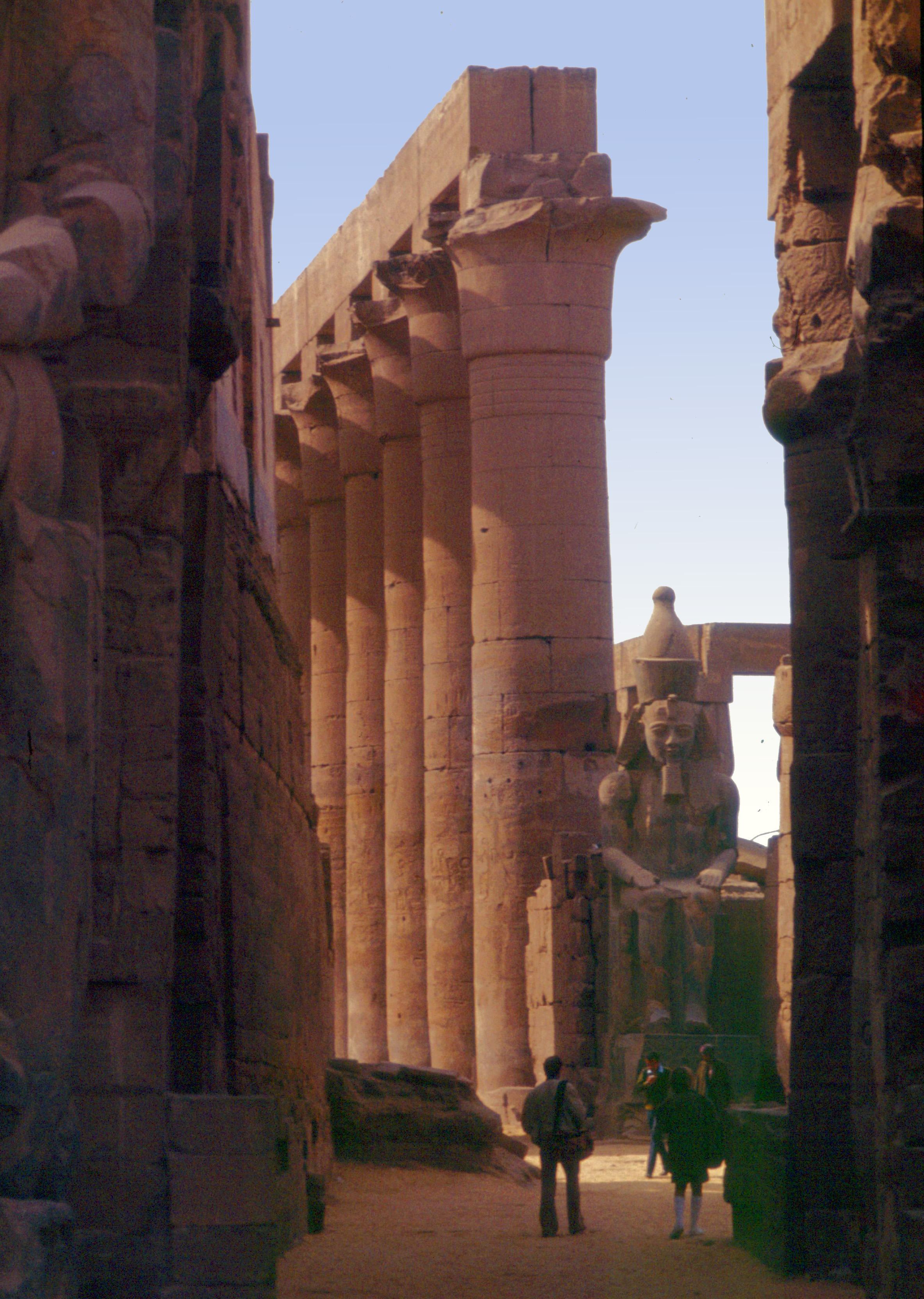
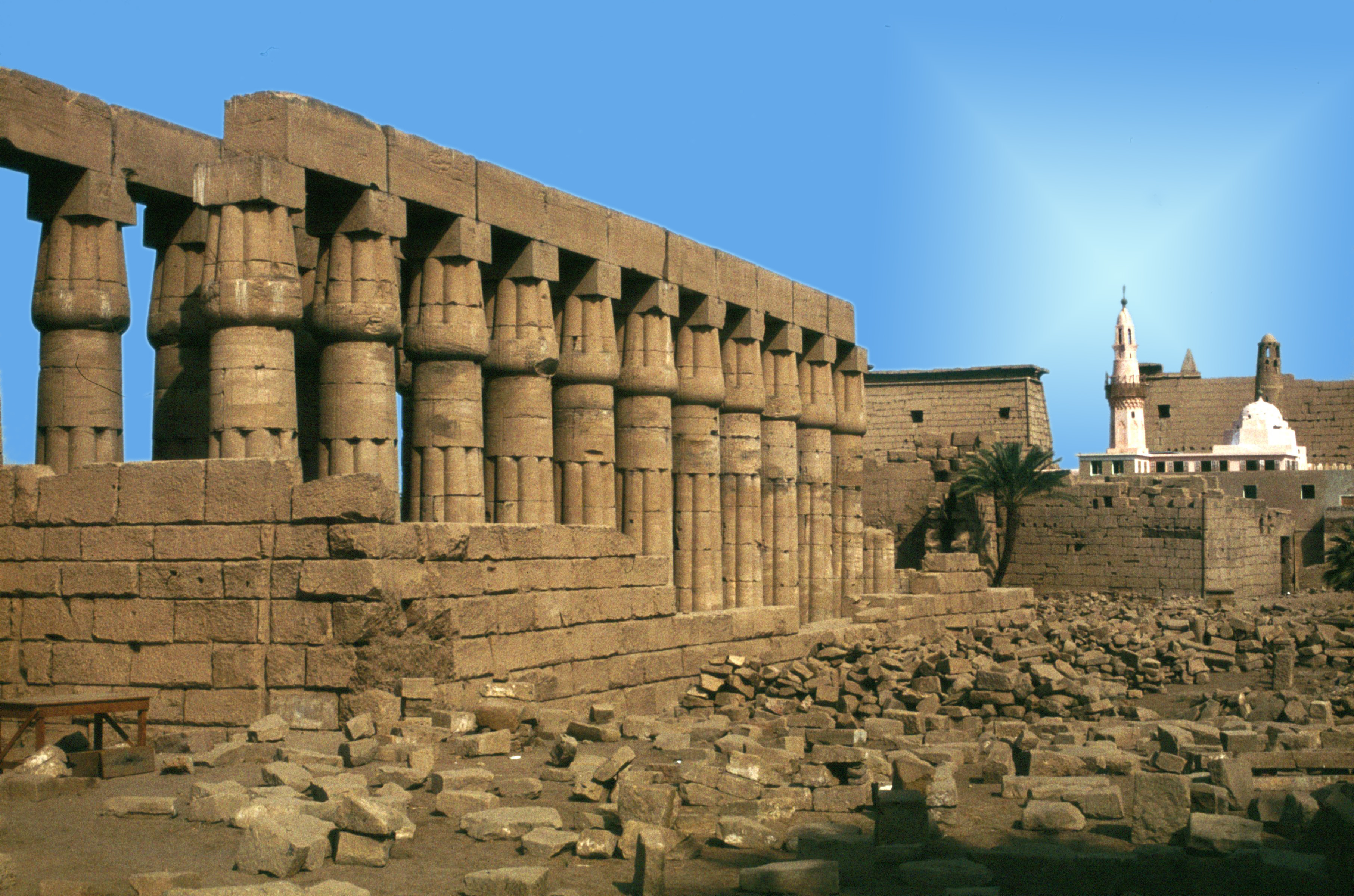
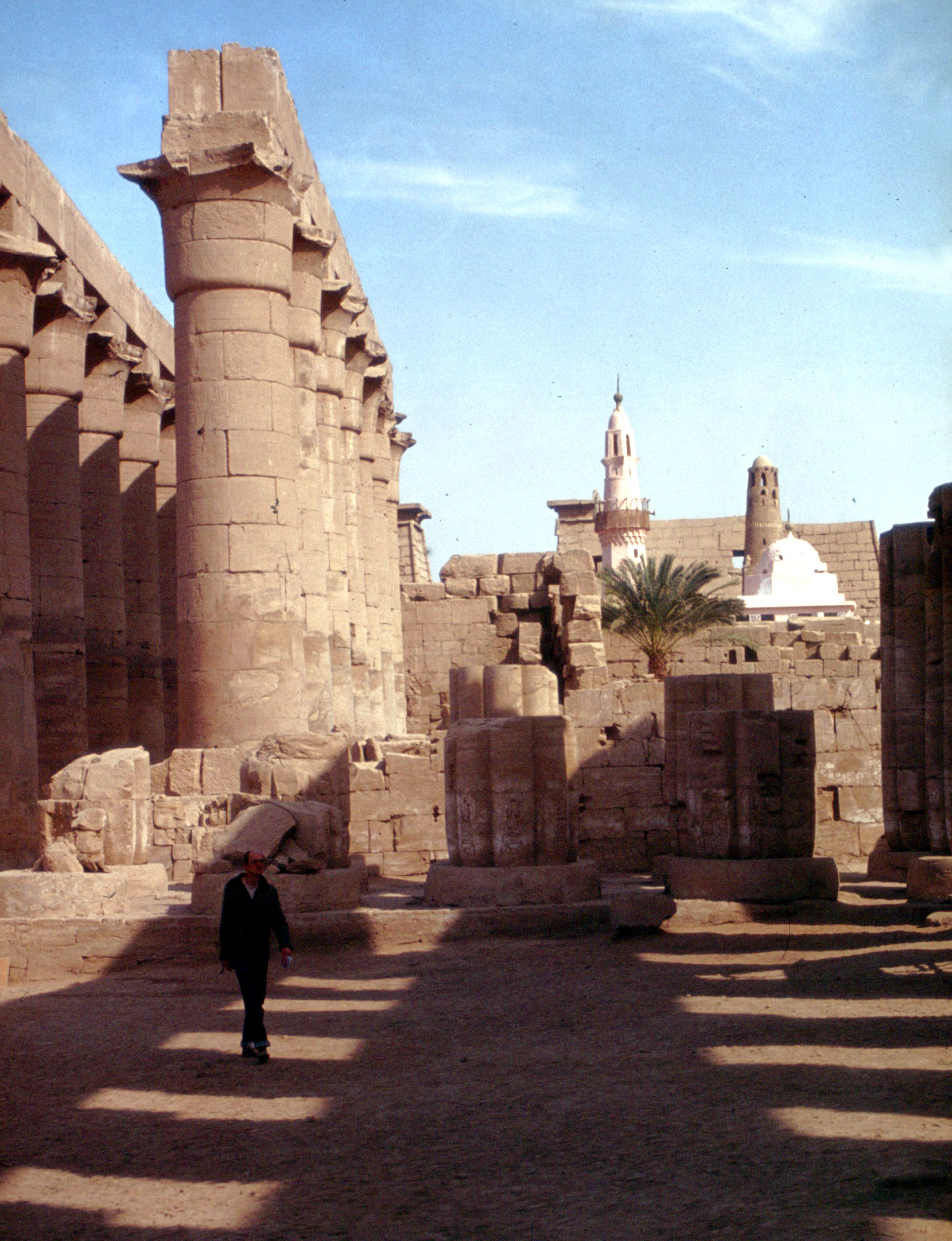
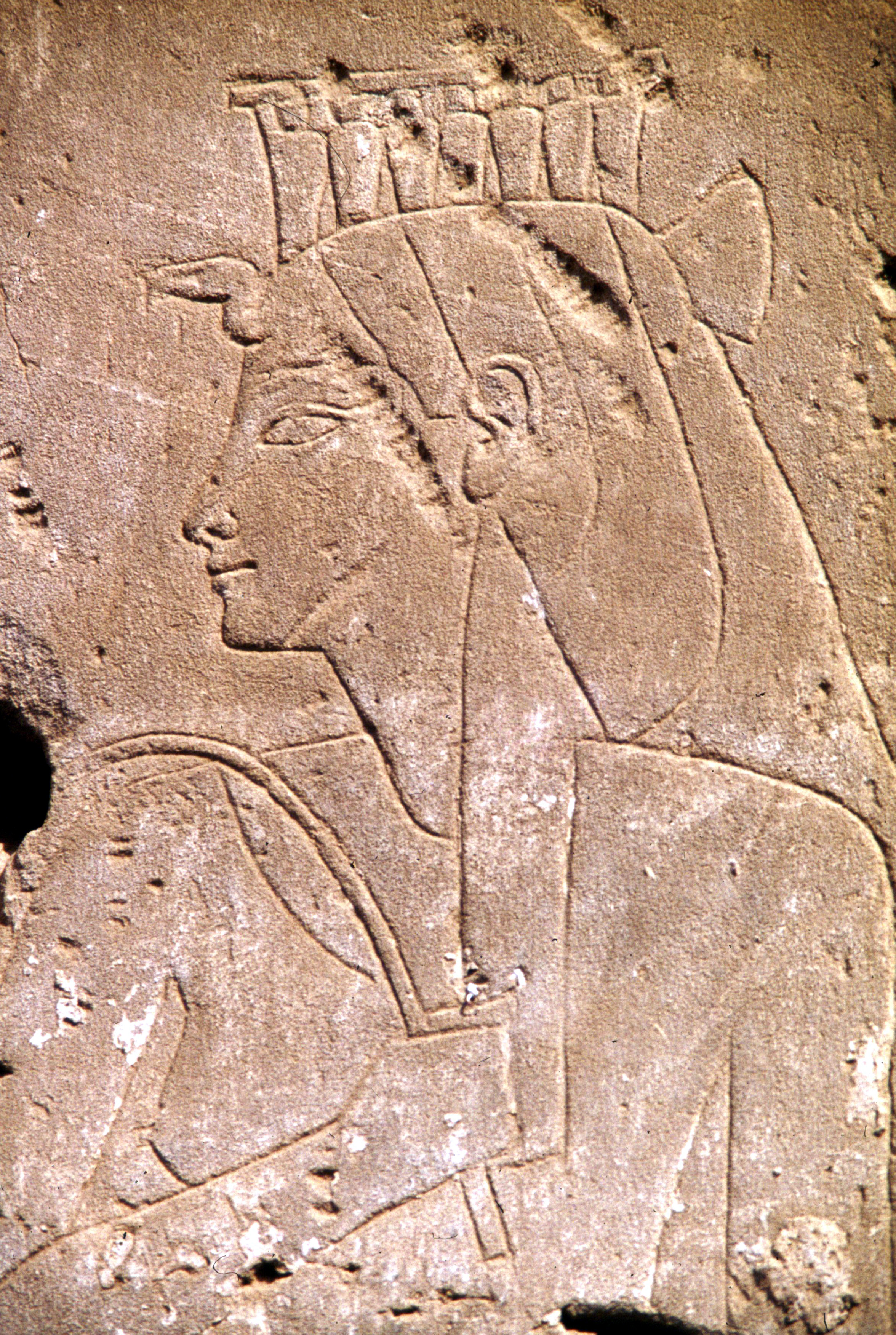
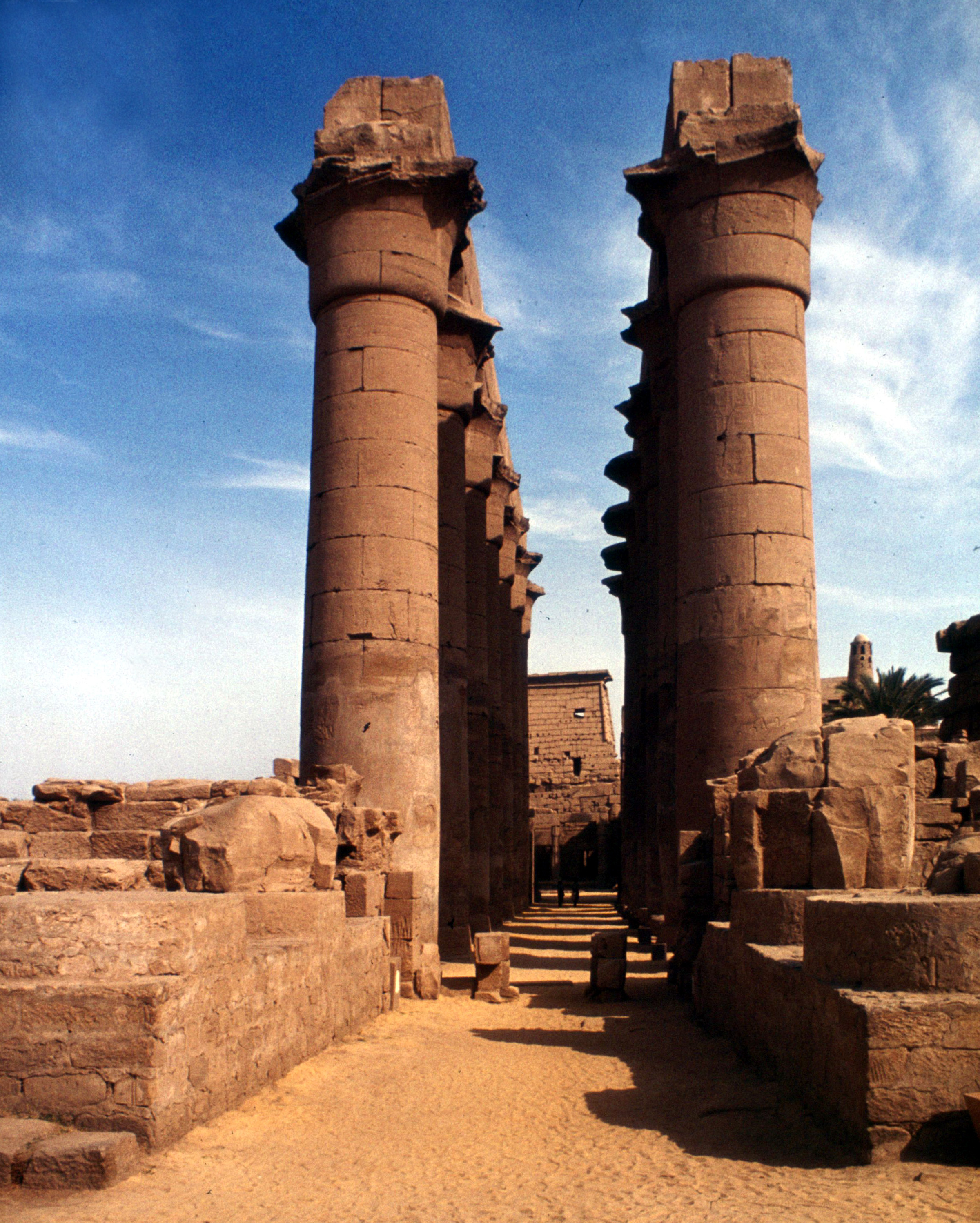
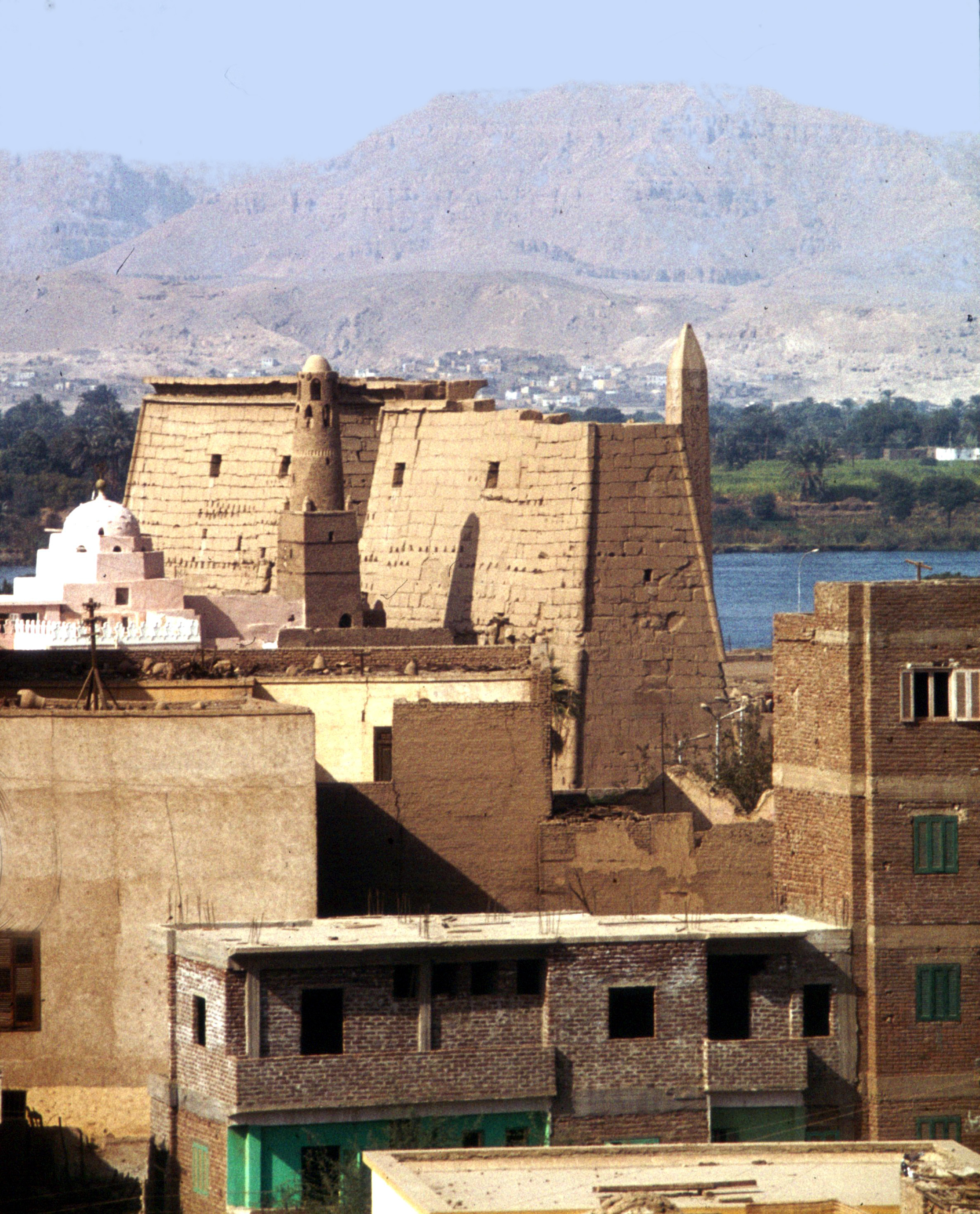
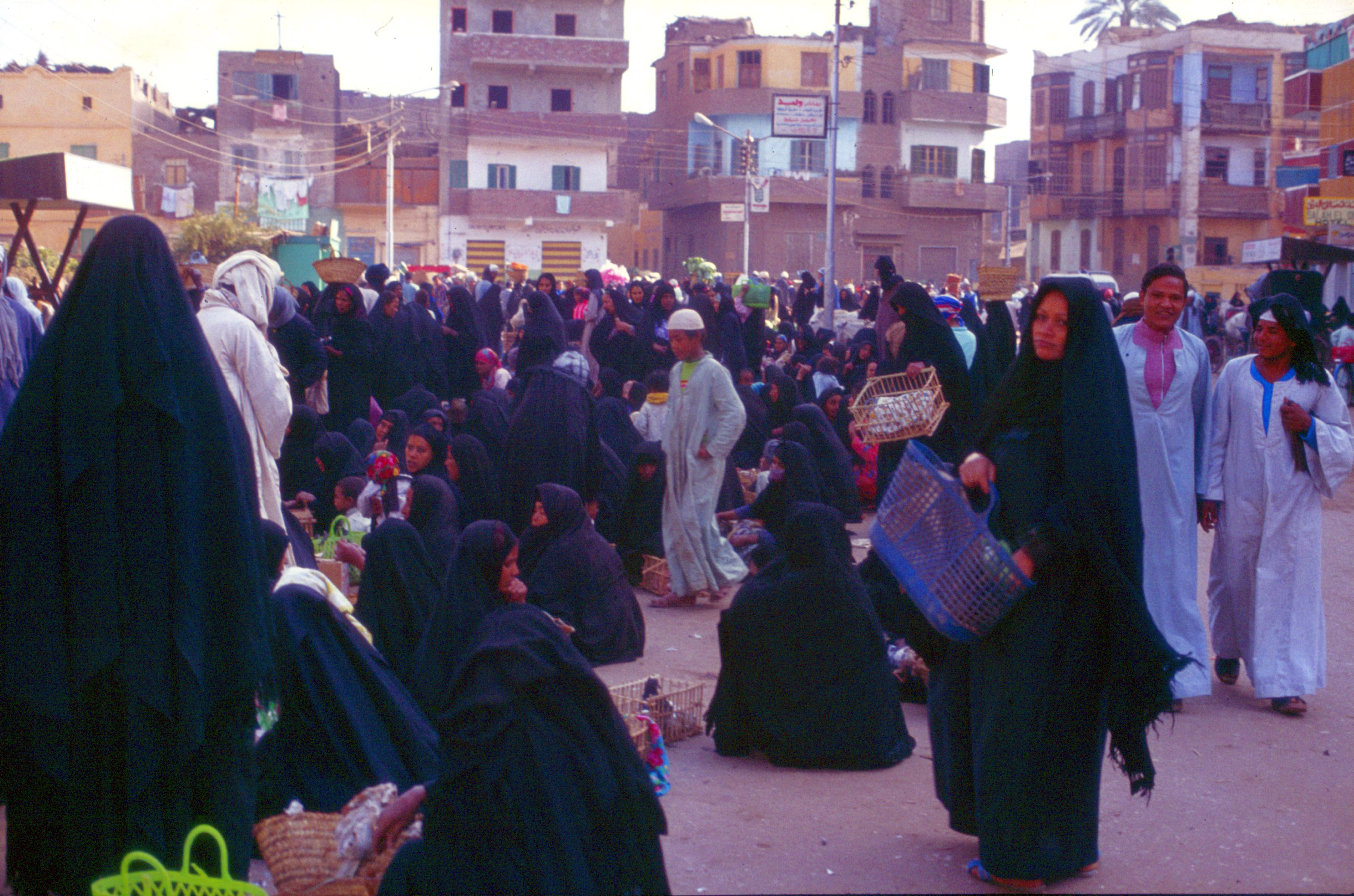

## 같이 보기
- 콩코르드 광장(프랑스 파리) - 광장 중심에는 룩소르 신전에서 가져온 룩소르(Luxor) 오벨리스크(클레오파트라의 바늘)가 놓여 있다